# Room on the 3rd Floor
Room on the 3rd Floor é o primeiro álbum de estúdio da banda britânica McFly. O álbum estreou como número um no UK Albums Chart, quebrando o record de banda mais jovem a ter o álbum em primeiro lugar, que antes pertencia aos Beatles. Ganhou duas vezes o certificado de Platina no Reino Unido, por vendas superiores a 600.000 cópias, e o prêmio de Melhor Álbum de 2004 no Smash Hits Awards.
O primeiro single foi "5 Colours in Her Hair", seguido por "Obviously", ambos lançados antes do álbum; também alcançaram a posição #1 no Reino Unido. O terceiro single foi "That Girl", que alcançou #3, e a quarta e última canção lançada como single foi a homônima do álbum, "Room on the 3rd Floor", cuja melhor posição foi a #5.

## Faixas
1. "5 Colours in Her Hair" - 2:58  (Tom Fletcher, Danny Jones, James Bourne)
2. "Obviously" - 3:19  (Tom Fletcher, Danny Jones, James Bourne)
3. "Room on the 3rd Floor" - 3:17  (Tom Fletcher, Danny Jones)
4. "That Girl" -  3:17 (Tom Fletcher, James Bourne)
5. "Hypnotised" - 3:02  (Tom Fletcher, Danny Jones, Dougie Poynter, Harry Judd)
6. "Saturday Night" - 2:48  (Tom Fletcher, Danny Jones, Dougie Poynter, Harry Judd)
7. "Met This Girl" - 2:47  (Tom Fletcher, Danny Jones, Dougie Poynter, Harry Judd)
8. "She Left Me" - 3:26  (Tom Fletcher, James Bourne)
9. "Down by the Lake" - 2:39  (Tom Fletcher, James Bourne)
10. "Unsaid Things" - 3:25  (Tom Fletcher, Danny Jones, Dougie Poynter, Harry Judd, James Bourne)
11. "Surfer Babe" - 2:34  (Tom Fletcher, James Bourne)
12. "Not Alone" - 4:18  (Danny Jones)
13. "Broccoli" - 3:31  (Tom Fletcher, Danny Jones, James Bourne)
14. "Get Over You" (faixa escondida)  (Tom Fletcher, Danny Jones, Dougie Poynter, Harry Judd)

| Críticas profissionais                                                      | Críticas profissionais |
| Avaliações da crítica                                                       | Avaliações da crítica  |
| Fonte                                                                       | Avaliação              |
| --------------------------------------------------------------------------- | ---------------------- |
| allmusic                                                                    | [ 10 ]                 |
| Esta tabela precisa de ser acompanhada por texto em prosa. Consulte o guia. |                        |

## Paradas musicais
| Parada (2004)       | Melhor posição |
| ------------------- | -------------- |
| UK Albums Chart     | 1              |
| Irish Singles Chart | 19             |
| World Albums Top 40 | 38             |